# Kaunissaari (ö i Nyland, Borgå)
Kaunissaari (finska: Sahasaari) är en ö i Finland.   Den ligger i kommunen Borgå i den ekonomiska regionen  Borgå  och landskapet Nyland, i den södra delen av landet, 40 km nordost om huvudstaden Helsingfors.
Terrängen på Kaunissaari är mycket platt. Öns högsta punkt är 21 meter över havet. I omgivningarna runt Kaunissaari växer i huvudsak blandskog.